# Dracula syndactyla
Dracula syndactyla es una especie de orquídea epifita. Es originaria de Colombia.

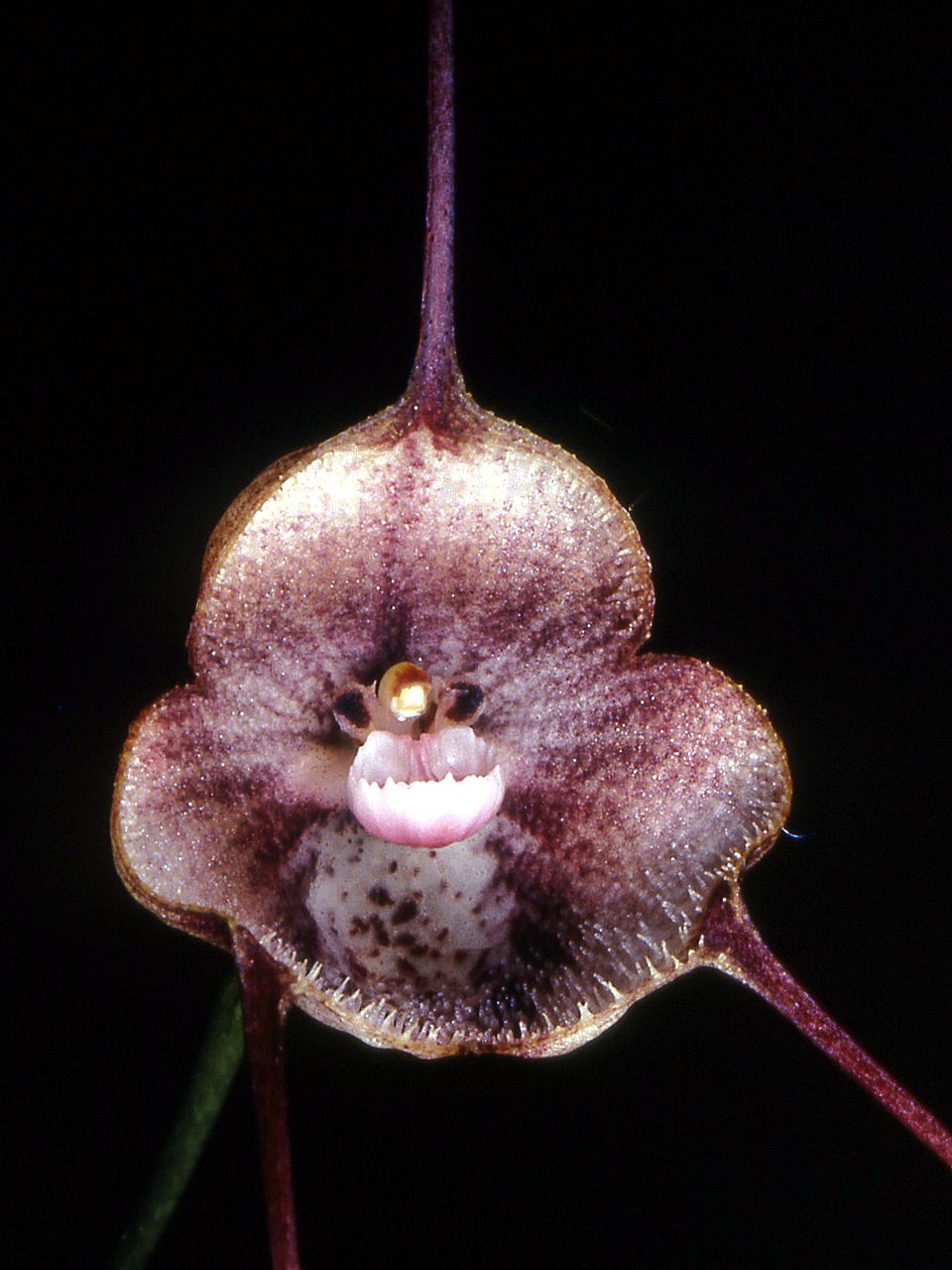
Detalle de la flor

## Descripción
Es una orquídea de tamaño pequeño, con hábito de epifita y con ramicaules delgados, erguidos, que están envuelto basalmente por 2-3 vainas sueltas, tubulares y que llevan una sola hoja, apical, erecta, delgadamente coriácea, carinada, estrechamente elíptica, aguda, ligeramente plegada, estrechándose abajo en la base conduplicada. Florece en la primavera en una inflorescencia delgada, más o menos horizontal, de 8 a 12 cm de largo, laxa con sucesivamente pocas flores con varias brácteas y una bráctea floral tubular.

## Distribución y hábitat
Se encuentra en el suroeste de Colombia en los bosques nubosos en las elevaciones alrededor de 950 a 1.950 metros.   

## Taxonomía
Dracula syndactyla fue descrita por Carlyle A. Luer y publicado en Selbyana 5(3–4) 389. 1981.
Etimología
Dracula: nombre genérico que deriva del latín y significa: "pequeño dragón", haciendo referencia al extraño aspecto que presenta con dos largas espuelas que salen de los sépalos.
syndactyla; epíteto latíno que significa "como dedos, digital  (se refiere apariencia del epiquilo)"